# Sainte-Rita
Sainte-Rita es un municipio canadiense situado en la provincia de Quebec.

## Superficie
Sainte-Rita tiene una superficie de 129,52 km².

## Demografía
En 2021, tenía 303 habitantes, una densidad poblacional de 2,3 hab./km², y 216 viviendas.